# معاملة المثليين في السنغال
يواجه الأشخاص من المثليين والمثليات ومزدوجي التوجه الجنسي والمتحولين جنسياً (اختصاراً: LGBT) في السنغال تحديات قانونية واجتماعية لا يواجهها غيرهم من المغايرين جنسيا. يعتبر النشاط الجنسي بين الرجال وبين النساء غير قانوني في السنغال، ويواجه الأشخاص من مجتمع المثليين وصمة عار بين السكان. كما أن المنازل التي يعيش فيها الشركاء المثليون غير مؤهلة للحصول على نفس الحماية القانونية المتاحة للأزواج المغايرين، مع وجود عدة تقارير تتحدث عن مستوى عالي من التمييز والانتهاكات ضد مجتمع المثليين.
ووفقا لعام 2013 معهد بيو، اعتقد 97% من السكان السنغاليين أن المثلية الجنسية هي طريقة للحياة لا يجب على المجتمع قبولها، وهو رقم لم يتغير من عام 2007.

## قانونية النشاط الجنسي المثلي
النشاط الجنسي المثلي غير قانوني في السنغال. تنص المادة 319 من قانون العقوبات السنغالي على ما يلي:
مع عدم الإخلال بالعقوبات الأشد خطورة المنصوص عليها في الفقرتين السابقتين أو المادتين 320 و 321 من هذا القانون، يعاقب كل من ارتكب فعلًا غير لائق أو غير طبيعي مع شخص من نفس الجنس بالسجن لمدة تتراوح بين سنة وخمس سنوات وبغرامة تتراوح بين 100.000 و 1.500.000 فرنك. إذا تم ارتكاب الفعل مع شخص أقل من 21 عامًا، فسيتم تطبيق العقوبة القصوى دائمًا.
في عام 2016، قال الرئيس السنغالي ماكي سال إنه لن يشرع المثلية الجنسية. قال: «لن يتم أبدا تقنين المثلية الجنسية في الأراضي السنغالية تحت سلطتي».

## الاعتراف القانوني بالعلاقات المثلية
لا يوجد اعتراف قانوني بالعلاقات المثلية في غينيا.

## التبني وتنظيم الأسرة
يعتبر الزوجان المتزوجين المغايران لمدة لا تقل عن 5 سنوات أو شخص غير متزوج لا يقل عمره عن 30 عامًا مؤهلين لتبني طفل سينغالي إذا كان هناك 15 عامًا على الأقل بين عمر الطفل وعمر الوالد المتبني. لا يجعل القانون الغيني العزاب المثليين على وجه التحديد غير مؤهلين للتبني.

## ظروف الحياة

### 2008
في عام 2008، نشرت مجلة «داكار إكون» ونشرت صوراً لزواج مثلي مزعوم وقع في منزل خاص في السنغال. ادعى رئيس تحرير المجلة، منصور دينج، أنه تلقى تهديدات بالقتل فيما بعد. تم القبض على خمسة رجال في الصور لكن تم إطلاق سراحهم لاحقًا دون تهمة. ليس من الواضح ما إذا كانت الاعتقالات ناجمة عن القوانين المعادية للمثلية الجنسية في السنغال أو عن تهديدات بالقتل.

### 2009
في 19 ديسمبر/كانون الأول 2008، قُبض على تسعة رجال بتهمة المثلية الجنسية في شقة خاصة في داكار، بعد أن تلقت الشرطة معلومات من مجهول. وكان أحد المعتقلين «ديادي ضيوف»، صاحب الشقة والناشط السنغالي المعروف الذي يرأس جمعية «الإيدز في السنغال»، (بالإنجليزية: AIDES Senegal)‏ والتي تقدم خدمات الوقاية والعلاج من فيروس نقص المناعة البشرية/الإيدز للرجال الذين يمارسون الجنس مع الرجال. تعرض الرجال للتعذيب مراراً أثناء احتجازهم لدى الشرطة، حتى بعد اعترافهم بأنهم مثليون. في 6 يناير 2009، أدين جميع هؤلاء الرجال «بالسلوك غير اللائق والأعمال غير الطبيعية» (السجن لمدة 5 سنوات) و «بأنهم أعضاء في جماعة إجرامية» (السجن لمدة 3 سنوات). وقال القاضي إن جمعية «الإيدز في السنغال» كانت «غطاء لتجنيد أو تنظيم اجتماعات للمثليين، بذريعة توفير برامج الوقاية من فيروس نقص المناعة البشرية/الإيدز». ألغت محكمة الاستئناف الإدانات في أبريل 2009 وأمرت بالإفراج الفوري عن الرجال. وأثناء احتجازهم، احتُجز تسعة في أماكن خاصة بسبب تهديدات من نزلاء آخرين.
في يناير 2009، وصفت كاري آلان جونسون من اللجنة الدولية لحقوق المثليين والمثليات «انتهاكات حقوق الإنسان المتسقة إلى حد كبير... في السنغال». لكنها أشارت إلى استضافة داكار مؤخرًا مؤتمرا كبيرا حول الإيدز والأمراض التي تنتقل عن طريق الاتصال الجنسي، حيث «برزت احتياجات الرجال الذين يمارسون الجنس مع الرجال بشكل بارز»، وقال إن السنغال مصابة بالفصام في مواقفها. «هناك حركة في اتجاه الثقافة التقدمية والشاملة، لكن في الوقت نفسه، هناك حركات قوية للغاية تجاه القمع، وتحديداً تجاه النشاط الجنسي».
أفادت الصحف المحلية والدولية في مايو 2009 أن جثة رجل معروف بأنه مثلي الجنس تم المساس بها مرتين من مقبرة إسلامية في تييس. في المرة الأولى، تم ترك الجثة بالقرب من القبر. بعد أن أعادت عائلته دفن الجثة مرة أخرى، تم إلقاءه خارج منزل أسرته.

### 2011
وجد تقرير حقوق الإنسان الصادر عن وزارة الخارجية الأمريكية عام 2011 أنه،
في الماضي القريب، غالبًا ما يواجه الأشخاص المثليون والمثليات ومزدوجو التوجه الجنسي والمتحولين جنسيا المقاضاة الجنائية والتمييز على نطاق واسع والتعصب الاجتماعي وأعمال العنف. فشلت وسائل الإعلام في الإبلاغ عن أعمال الكراهية أو العنف ضد مجتمع المثليين. في نوفمبر/تشرين الثاني 2010 [،] أصدرت هيومن رايتس ووتش تقريرًا بعنوان «الخوف من الحياة: العنف ضد الرجال المثليين والرجال الذين يُنظر إليهم على أنهم مثليون في السنغال». ناقش التقرير حالات العنف ضد الرجال المثليين والأوساط القانونية والثقافية التي عززت هذا العنف. في حين أن الحالات المذكورة في التقرير كانت من عام 2009 وما قبله، تكهن مراقبو المنظمات غير الحكومية أن الانخفاض في الحالات المبلغ عنها خلال العام كان بسبب عدة عوامل. أولاً، قد يكون العنف ضد الأشخاص من مجتمع المثليين قد تسبب بالعديد منهم بالاختفاء خوفا في البلاد. ثانياً، ربما تسبب الاهتمام الدولي المتزايد في الحد من الملاحقات القضائية وغيرها من أشكال التمييز الرسمية. وجد تقرير من معهد بانوس غرب أفريقيا في 20 يوليو أن وسائل الإعلام المحلية ساهمت في المواقف الاجتماعية السلبية تجاه مجتمه المثليين. أخيرًا، ربما ساعدت التحديات القانونية الناجحة التي استُخدمت في مقاضاة المثليين والمثليات بسبب نشاطهم الجنسي بالتراضي على الحد من استخدامه من قبل المدعين العامين.

### 2012
وجد تقرير حقوق الإنسان الصادر عن وزارة الخارجية الأمريكية عام 2012 أنه،
غالبًا ما واجه الأشخاص من مجتمع المثليين الاعتقال والتمييز على نطاق واسع والتعصب الاجتماعي وأعمال العنف [في 2012]. عملت... [المنظمات غير الحكومية] السنغالية بنشاط على قضايا حقوق المثليين، لكن بسبب القوانين المعادية للمثلية الجنسية ووصمة العار الاجتماعية، حافظت على مستوى منخفض للغاية. نادراً ما أبلغت وسائل الإعلام عن أعمال كراهية أو عنف ضد المثليين. ... ذكرت مجموعات حقوق الإنسان أن مجتمع المثليين ما زال يتعرض لمضايقات متكررة من قبل الشرطة، بما في ذلك الاعتقال بناءً على تقارير مستعملة فقط وسوء المعاملة في الاحتجاز بسبب توجههم الجنسي. في يناير/كانون الثاني، اعتُقلت امرأتان في أعقاب تداول شريط فيديو على الهاتف الخلوي أظهر أنهما كانتا تقبلان بعضهما. تم تغطية الحادث على نطاق واسع في وسائل الإعلام المطبوعة والإلكترونية المحلية. واحتُجزت الإمرأتان وأُطلق سراحهن بكفالة بعد عدة أيام، لكن لم تُوجه إليهن تهمة رسمية بارتكاب جريمة. في أكتوبر/تشرين الأول، حكمت محكمة في داكار على تسمير جوبيتر ندياي بالسجن لمدة أربع سنوات وغرامة قدرها 200,000 فرنك أفريقي (400 دولار) لخرقه القوانين التي تحظر «الأفعال ضد نظام الطبيعة» بالإضافة إلى تهم الحيازة غير القانونية للأسلحة والبطاريات، بعد رفضه المزعوم دفع رجل آخر، مطر ديوب، للخدمات الجنسية. حُكم على ديوب بالسجن ثلاث سنوات بسبب الخدمات الجنسية.
في ديسمبر/كانون الأول 2012، تعرض أحد الشريكيم المثليين للضرب المبرح بالقرب من داكار على يد أحد والدي الرجلين بعد القبض عليهما أثناء ممارسة الجنس.

### 2013
أثناء زيارته للسنغال في يونيو، دعا رئيس الولايات المتحدة باراك أوباما الدول الأفريقية إلى منح المثليين حقوقًا متساوية بموجب القانون. ورد رئيس السنغال ماكي سال بقوله «ما زلنا غير مستعدين لإلغاء تجريم المثلية الجنسية». كما أصر على أن البلاد «متسامحة للغاية»، وأن «هذا لا يعني أننا معادون للمثليين». قال إن الدول تتخذ قرارات بشأن القضايا المعقدة في وقتها الخاص، مشيرًا إلى أن السنغال حظرت عقوبة الإعدام بينما لم تفعلها دول أخرى. وقال أيضًا إن «المثليين لا يتعرضون للاضطهاد، لكن في الوقت الحالي يجب عليهم قبول خيارات السنغاليين الآخرين». سبق أن تم حث أوباما من قبل منظمة العفو الدولية أن يستخدم رحلته حول إفريقيا للتحدث علانية ضد التهديدات للمثليين والمثليات، التي قيل أنها وصلت إلى مستويات خطيرة في أفريقيا. قبل هذه الرحلة، كانت إدارة أوباما تتميز بأنها تتبع تمشيا «حذرًا» في تعزيز حقوق المثليين في أفريقيا، لتجنب «إشعال رد فعل عنيف يمكن أن يعرض الناشطين المحليين للخطر».

### 2018
في سبتمبر 2018، تم القبض على 4 أشخاص: رجلان وامرأتان في العاصمة داكار، من قبل الشرطة بسبب المثلية الجنسية بعد أن قام أشخاص في الحي بتوزيع مقاطع فيديو لهم وهم يشاركون في أعمال جنسية، كجزء من حملة عنيفة ما قبل الانتخابات الرئاسية السنغالية، 2019 حتى لا يبدو السياسيون «مؤيدين للمثلية الجنسية» كما قال النشطاء المثليون. وجاء الاعتقال بعد وقت قصير من إدانة زعيم محلي، الشيخ عبد خليفة كرابوي، في أوائل سبتمبر/أيلول بتهمة تخدير واغتصاب زميل له في العمل. حُكم عليه بالسجن أربع سنوات بتهمة الاغتصاب والأفعال الجنسية «ضد الطبيعة».

## الاستعراض الدوري الشامل من قبل لجنة الأمم المتحدة لحقوق الإنسان

### 2009
أكملت لجنة حقوق الإنسان التابعة للأمم المتحدة الاستعراض الدوري الشامل لحالة حقوق الإنسان في السنغال في أكتوبر 2009. أثناء المراجعة، تم تقديم التوصيات التالية إلى السنغال (البلد الذي قدم التوصية مدرج بين قوسين):
تعديل قانون العقوبات لعدم تجريم [..] النشاط الجنسي المثلي (المملكة المتحدة، بلجيكا، كندا ) بين البالغين المتوافقين (المملكة المتحدة ) بما يتماشى مع أحكام العهد الدولي الخاص بالحقوق المدنية والسياسية، لا سيما المادتان 2 و 26 (كندا )؛ حذف مادة قانون العقوبات التي تجرم السلوك الجنسي، والتي لا تمتثل للإعلان العالمي لحقوق الإنسان (هولندا )؛ مراجعة التشريعات الوطنية التي تؤدي إلى تمييز ومحاكمة ومعاقبة الأشخاص فقط بسبب توجههم الجنسي أو هويتهم الجندرية (سلوفينيا)؛ وضع حد للحظر القانوني للأفعال أو الممارسات الجنسية المثلية بين البالغين المتوافقين على ذلك، وإطلاق سراح الأفراد المعتقلين على أساس هذا الحكم (جمهورية التشيك )؛ إطلاق سراح جميع الأشخاص المسجونين بسبب توجههم الجنسي (بلجيكا )؛ إطلاق نقاش وطني قد يؤدي إلى إلغاء تجريم المثلية الجنسية (أيرلندا )؛ تبني تدابير لتعزيز التسامح تجاه المثلية الجنسية، والتي من شأنها أن تسهل أيضا برامج تعليمية أكثر فعالية للوقاية من فيروس نقص المناعة البشرية/الإيدز (جمهورية التشيك )
لخص مجلس حقوق الإنسان التابع للأمم المتحدة ردود السنغال على النحو التالي:

رداً على البيانات المتعلقة بمحاكمة الأشخاص بسبب توجههم الجنسي، قال رئيس الوفد إن المثلية الجنسية مسألة خاصة بحتة، ولها تاريخ طويل في السنغال، وليست في حد ذاتها سبباً للمقاضاة. لم تتم الملاحقات القضائية المشار إليها إلا عندما حدثت العلاقات الجنسية المثلية في الأماكن العامة وكانت ذات طبيعة فظيعة، مما جعلها تتعارض مع الأخلاق والدين. فيما يتعلق بإلغاء التجريم من الضروري مراعاة الثقافة وتجنب تفاقم رفض المثليين وتعريض حياتهم للخطر
وفيما يتعلق بالمثلية الجنسية، أشار الوفد إلى أنه قد أعطى بالفعل التفاصيل اللازمة وذكر أن إلغاء تجريم المثلية الجنسية في السنغال مسألة معقدة تتطلب وقتًا ودراسة متأنية بسبب العوامل الاجتماعية المحددة المعنية.
قال ماديكي نيانغ، وزير خارجية السنغال، بالنيابة عن الوفد السنغالي في 6 فبراير 2009:
لا تتم محاكمة الشعب السنغالي بسبب توجهه الجنسي. التوجه الجنسي في السنغال مسألة خاصة بحتة. إنها مسألة خاصة، لا شيء أكثر من ذلك. لسنوات عديدة حتى الآن، شهدنا المثلية الجنسية في بلدنا ولم يؤد ذلك أبدًا إلى مواقف يتعرض فيها المثليون للمضايقة أو الاضطهاد أو المقاضاة. ما حدث هو أنه كانت هناك مواقف يكون فيها السلوك المروع يتعارض مع معتقداتنا وأخلاقنا الدينية والتي [....] تعاقب العلاقات الجنسية غير الطبيعية. أطلب منك أن تفهم الحقائق الاجتماعية لبلدنا. هذه قضية معقدة للغاية. إنها قضية معقدة للغاية في السنغال. اسمحوا لي أن أقول مرة أخرى في السنغال مثليون جنسيا أحرار ... كان لدينا حتى جمهورية اتحادية أذنت بمثلي بغيير اسمه إلى امرأة" اسم من أجل التأكيد على جانبهم المؤنث. لم يصدم أحد عندما سمح الرئيس للرجل بتبني اسم المرأة. ولكن عندما تصبح المثليى الجنسية علنية بشكل صارخ، فإنها تؤدي إلى مواقف محرجة. عليك أن تفهم أننا بلد ذو شكل تسامح خاص من الإسلام. وهذا هو السبب في أننا يجب أن نتجنب، يجب علينا تجنب تطور الأصولية. يجب علينا ضمان التماسك الاجتماعي. يجب علينا أيضا اتخاذ تدابير لحماية حياة مجتمع المثليين. هذا هو السبب في أنني أطلب منك أن تضع في الاعتبار مجتمعنا، واقعنا الاجتماعي. هذه مشكلة معقدة تمامًا بالنسبة لنا حيث توجد بعض المشكلات ولكننا على دراية بها. ... أود العودة إلى قضية مهمة للغاية. كلنا نكافح من أجل استقلال قضاتنا، من أجل استقلال نظامنا القضائي. إذا أصدرت المحاكم قرارًا، فلا يمكنك القول إن الحكومة مسؤولة عن قرار المحكمة هذا. النظام القضائي المستقل الذي يصدر القرار. وهذا ما فعلته المحاكم في حالة محاكمات هؤلاء المثليين. ويجب أن أقول ... لمدة 25 عاماً كنت محامياً في النقابة. أنا أعرف نظام العدالة السنغالي من الداخل. ... خلال تلك السنوات، كانت هناك ثلاث قضايا مثُل فيها المثليون أمام المحاكم. الحالة الأولى كانت زواجًا مثليًا منظمًا مع الكثير من الضجة والكثير من الدعاية. اعتقلتهم الشرطة وأدت القضية المرفوعة إلى البراءة. الحالة الثانية من المثليين تتعلق بمواطن أجنبي كان مسنًا بالفعل وتزوج من صبي سنغالي. وأود أن أحذرك ... أنه إذا تزوج رجل مسن من ولد صغير، يقوم الشاب بذلك حتى يتمكن من الهجرة والعيش في فرنسا أو أي بلد آخر بالخارج، وهذا هو مصلحة الشاب في الزواج. وأدى ذلك إلى إدانة وتم تقديم استئناف ضد الإدانة و ... تمكن الأجنبي من مغادرة البلاد بعد تبرئته في الاستئناف. والحالة الثالثة ... هي حالة مثليي الجنس الذين انضموا مرة أخرى مع الكثير من الضجة، ونفذت الأنشطة التي أدت إلى اضطرابات في الحي. اشتكى الجيران وتصرفت الشرطة. وقد تمت محاكمته بالفعل في القضية الابتدائية، وتم تقديم استئناف ضد هذا الحكم، ويتعامل النظام القضائي الآن مع هذه القضية بشكل مستقل عند الاستئناف.

أكملت لجنة حقوق الإنسان التابعة للأمم المتحدة الاستعراض الدوري الشامل لحالة حقوق الإنسان في السنغال في أكتوبر 2013. أثناء المراجعة، تم تقديم التوصيات التالية إلى السنغال (البلد الذي قدم التوصية مدرج بين قوسين):<
- تعديل التشريعات التي تؤدي إلى ممارسات تمييزية ومحاكمة ومعاقبة الأشخاص بسبب توجههم الجنسي أو هويتهم الجندرية واعتماد حملات تثقيفية وتوعوية لتشجيع التسامح في المجتمع (أوروغواي )
- النظر في اعتماد التدابير اللازمة لتحقيق عدم التمييز، وحماية، وإدماج السكان من مجتمع المثليين (الأرجنتين )
- التنفيذ الفعال لمبدأ عدم التمييز، بما في ذلك على أساس التوجه الجنسي (النمسا )
- تعديل قانون العقوبات لتجريم العلاقات الجنسية المثلية (بلجيكا، ألمانيا، أيرلندا، هولندا، والمكسيك)
- اعتماد تدابير لضمان عدم تعرض المثليين للاضطهاد من أي نوع (البرازيل)
- القيام بإلغاء القوانين التي تجرم التوجه الجنسي والهوية الجندرية واتخاذ تدابير ملموسة لحماية الأقليات الجنسية (اليونان)
- تعزيز احترام حقوق الإنسان لجميع الفئات التمييزية بسبب التوجه الجنسي (باراغواي)
- ضمان المساواة في المعاملة وعدم التمييز ضد المثليين والمثليات ومزدوجي التوجه الجنسي والمتحولين جنسيا (تايلند)
- تحديد وقف فعلي للمادة 319 من قانون العقوبات، والتأكد من أنها ليست الأساس لاعتقالات الشرطة التعسفية (ألمانيا)
- مكافحة اضطهاد الأشخاص على أساس توجههم الجنسي أو هويتهم الجندرية (أيرلندا)
- بدء حوار وطني حول قبول المثلية الجنسية (هولندا)
- تعديل قانون العقوبات لاحترام وحماية وإنفاذ الحق في عدم التمييز بغض النظر عن التوجه الجنسي (سويسرا)
- تجريم العنف المرتكب ضد الأفراد على أساس توجههم الجنسية (المكسيك)

رفضت السنغال قبول هذه التوصيات، موضحة أن مجرد كون الشخص من مجتمع المثليين ليس جريمة رغم أن الأفعال الجنسية المثلية كذلك.
قال صديقي كابا، وزير العدل في السنغال، بالنيابة عن الوفد السنغالي في 21 أكتوبر 2013:

لا يوجد تجريم للمثلية الجنسية في السنغال. المادة 319 تتحدث عن الأفعال المخالفة للطبيعة. حقيقة كون الشخص مثليًا في السنغال ليست جريمة، ولم تتم محاكمة أشخاص مثليين بموجب القانون الجنائي.

في مارس/آذار 2010، وجد فريق الأمم المتحدة العامل المعني بالاحتجاز التعسفي أن الشرطة الوطنية السنغالية احتجزت أشخاصاً زُعم أنهم ارتكبوا «أفعال جنسية غير طبيعية». أوصت المجموعة السنغال، «إيلاء اهتمام خاص للاعتقالات على أساس الإساءة إلى الآداب أو الأخلاق العامة، بهدف تجنب أي تمييز محتمل ضد أشخاص من ذوي الميول الجنسية المختلفة».

| قانونية النشاط الجنسي المثلي                                                                  | (العقوبة: السجن لمدة تصل إلى 5 سنوات وغرامات) |
| المساواة في السن القانوني للنشاط الجنسي                                                       | No                                            |
| قوانين مكافحة التمييز في التوظيف                                                              | No                                            |
| قوانين مكافحة التمييز في توفير السلع والخدمات                                                 | No                                            |
| قوانين مكافحة التمييز في جميع المجالات الأخرى (تتضمن التمييز غير المباشر، خطاب الكراهية)      | No                                            |
| قوانين مكافحة أشكال التمييز المعنية بالهوية الجندرية                                          | No                                            |
| زواج المثليين                                                                                 | No                                            |
| الاعتراف القانوني بالعلاقات المثلية                                                           | No                                            |
| تبني أحد الشريكين للطفل البيولوجي للشريك الآخر                                                | No                                            |
| التبني المشترك للأزواج المثليين                                                               | No                                            |
| يسمح للمثليين والمثليات ومزدوجي التوجه الجنسي والمتحولين جنسيا بالخدمة علناً في القوات المسلحة | No                                            |
| الحق بتغيير الجنس القانوني                                                                    | No                                            |
| علاج التحويل محظور على القاصرين                                                               | No                                            |
| الحصول على أطفال أنابيب للمثليات                                                              | No                                            |
| الأمومة التلقائية للطفل بعد الولادة                                                           | No                                            |
| تأجير الأرحام التجاري للأزواج المثليين من الذكور                                              | (غير قانوني للأزواج المغايرين كذلك)           |
| السماح للرجال الذين مارسوا الجنس الشرجي التبرع بالدم                                          | No                                            |

- حقوق المثليين في أفريقيا

1. 
2. 
3. 
4. 
5. 
6. 
7. 
8. 
9. 
10. 
11. 
12. 
13. 
14. 
15. 
16. 
17. 
18. 
19. 
20. 
21. 
22. 
23. 
24. 
25. 
26. 
27. 
28. 
29. 